# Acanthosaura coronata
Acanthosaura coronata es una especie de lagarto del género Acanthosaura, familia Agamidae, orden Squamata.

## Distribución
Se distribuye por Asia: Camboya y Vietnam.

## Taxonomía
Fue descrita por Günther en 1861.
Tratamiento taxonómico
La especie aparece registrada y publicada en Second list of Siamese reptiles. Ann. Mag. Nat. Hist. (3) 8: 266-268.